# Жук-Гришкевич, Винцент Антонович
Винце́нт Анто́нович Жу́к-Гришке́вич (бел. Вінцэнт Антонавіч Жук-Грышкевіч, пол. Wincent Żuk-Hryszkiewicz; 10 февраля 1903, Будслав, Вилейский уезд, Виленская губерния, Российская империя — 14 февраля 1989, Барри, Онтарио, Канада) — белорусский общественный и политический деятель. Председатель Рады БНР (в эмиграции) в 1970—1982 годах.

## Ранние годы
Родился в белорусской римо-католической семье в местечке Будслав Вилейского уезда. Обучался в Будславской белорусской гимназии, а затем, после её ликвидации, в Виленской белорусской гимназии, которую закончил в 1922 году. Осенью того же года Жук-Гришкевич поступил на факультет славянской филологии и истории Карлова университета в Праге и в 1926 году выпустился из него, получив профессию учителя средней школы.
Уже в 1922 году, во время первых выборов в Польский сейм, Жук-Гришкевич был избирательным инструктором от Белорусского избирательного комитета в Вильно, занимался агитацией жителей белорусских земель Польши за белорусских кандидатов в польский сейм и сенат. Белорусы шли на выборы в блоке так называемых «меньшинств Польши».
В 1927—1939 годах Жук-Гришкевич работал учителем в Виленской белорусской гимназии, где преподавал историю, белорусский язык и литературу. Помимо этого, он был преподавателем белорусского языка в Православной духовной семинарии и в Высшей школе политических наук в Вильно.
В Праге Жук-Гришкевич примыкал к различным белорусским студенческим организациям, а в Вильно — принимал активное участие в жизни белорусского «Научного общества», «Белорусского учительского союза» и «Общества белорусской школы», сотрудничал с журналами и газетами «Белорусское дело», «Наше дело», «Народный звон», «Семья и школа» и «Молодая Беларусь». В 1935 году на шестом общем съезде польских историков он дал доклад на тему «Роль белорусских земель в польско-литовской унии».

## Вторая мировая война
В сентябре 1939 года, после занятия Вильно частями РККА, Жук-Гришкевич был назначен стильредактором в газету «Виленская правда», но 30 сентября был арестован сотрудниками НКВД. В течение двух лет он содержался в нескольких тюрьмах БССР. В 1940 году Жук-Гришкевичу зачитали его приговор, в котором было сказано, что он представляет собой «социально опасный элемент», врага народа и советской власти, и в связи с этим приговаривается к восьми годам ИТЛ. Во время пребывания в лагерях он вместе с сотнями других заключённых строил самую северную в СССР — от Белого моря до Северного Урала — железнодорожную линию.
Осенью 1941 года, по договорённости между Молотовым и Сикорским, Жук-Гришкевич был амнистирован, после чего он отправился на запад, для зачисления в Армию генерала Андерса, формировавшуюся из польских граждан на территории СССР.
Воевал в составе 8-й Британской армии на территории Ирака, Палестины, Египта и — впоследствии — Италии, где принял участие в битве при Монте-Кассино. Награждён медалями. После прекращения военных действий преподавал историю и психологию в военной польской средней школе, проводя отдельную подготовку с учениками-белорусами для последующего основания белорусской организации в Англии, куда армия должна была вскоре переехать. В 1946 году в Лондоне это основание состоялось: первой после войны белорусской эмигрантской организацией стало «Объединение белорусов в Великобритании». Жук-Гришкевич стал его первым председателем. В эти годы он также был редактором журналов «На Пути» и «Белорус на чужбине».

## В Канаде

### Общественная деятельность

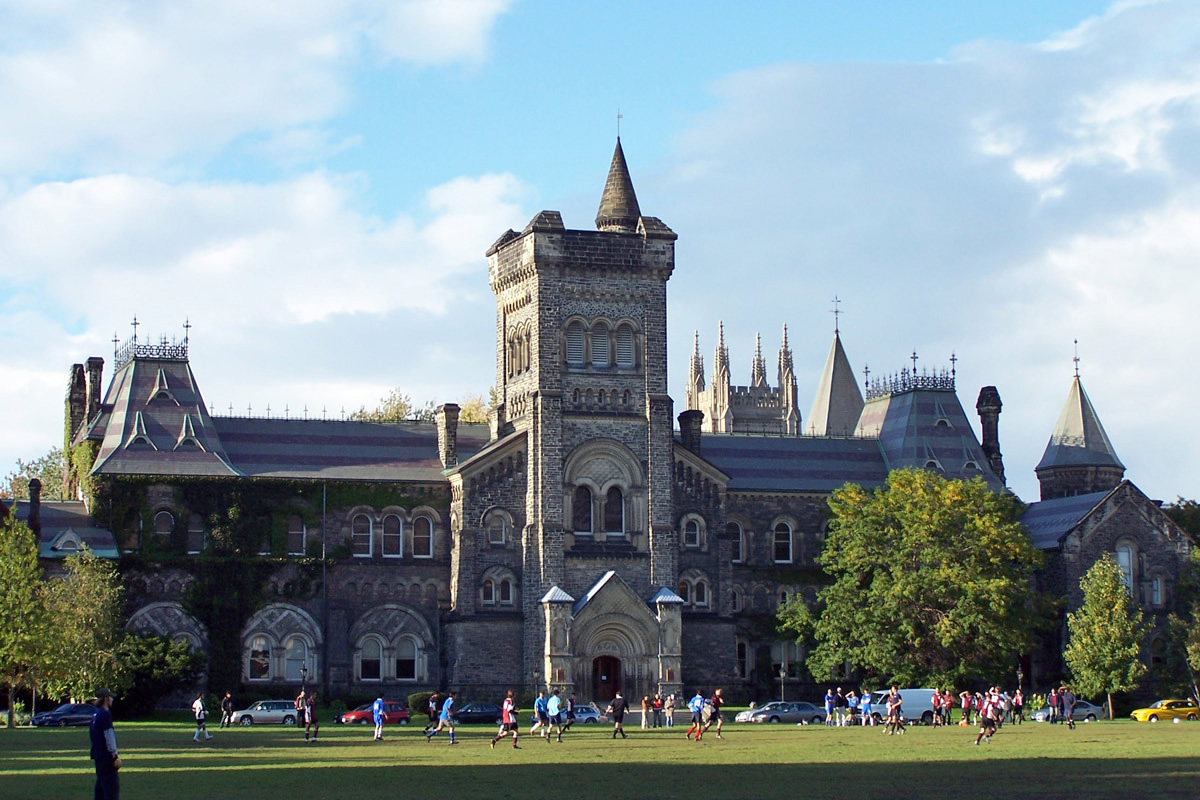
Колледж университета Торонто, в котором преподавал Жук-Гришкевич

В январе 1950 года Винцент Жук-Гришкевич переехал в Торонто, где продолжил принимать участие в общественной жизни белорусской эмиграции. В 1951—1954 годах он работал в Торонтском университете, где читал лекции по белорусоведению. Он же выступил инициатором и главным организатором 1-й Встречи белорусов Северной Америки, состоявшейся в 1952 году, организовывал мероприятия для белорусских эмигрантов, делал доклады на белорусскую тематику, сотрудничал с эмигрантскими газетами «Белорусский Эмигрант» и «Отечество».
В 1952 году в Оттавском университете защитил докторскую диссертацию из области белорусской литературы на тему «Лирика Янки Купалы» и получил учёную степень доктора философии в области литературы. Как впоследствии заметил профессор Оттавского университета В. Ж. Кейз, Винцент Жук-Гришкевич был первым белорусом, соискавшим докторат в Оттавском университете.
4 сентября 1953 года женился на студентке Торонтского университета Раисе Жуковской.
В начале 1954 года председатель Рады БНР в изгнании Николай Абрамчик направил Жук-Гришкевича в Мюнхен с целью организации белорусской секции радио «Освобождение» и её возглавления. Уже 20 апреля 1954 года первые белорусские радиопередачи начали выходить в эфир. Спустя два года, в апреле 1956 года, Жук-Гришкевич вернулся обратно в Торонто.
После возвращения в Канаду Жук-Гришкевич продолжил активную общественную деятельность. В 1966 году им был организован Координационный Комитет Белорусов Канады, в 1967 году — Белорусский Институт науки и искусства в Канаде (БИНИИ). Первым председателем обеих организаций стал сам Жук-Гришкевич. В 1965 году он принял участие в съезде Совета столетия Канады в Торонто в качестве представителя Объединения белорусов Канады, а в 1967 году — на Втором конгрессе канадских славян в Оттаве, где представил свой доклад «Белорусы и канадская статистика» и доказал, что белорусов в Канаде на тот момент насчитывалось больше 50 тысяч, что было необходимо отметить в канадской статистике (до сих пор белорусов в списке этнических групп Канады не было вообще).
Как член Совета Республики и председатель Секретариата Рады БНР, Винцент Жук-Гришкевич обработал проект реорганизации Рады БНР, изменения Устава и создания национально-политической белорусской организации — Лиги БНР. Проект этот, как дискуссионный материал, он представил на заседании 10-й сессии Рады БНР, которая состоялась в апреле 1968 года в Нью-Йорке. На этой же сессии Винцент Жук-Гришкевич был избран первым заместителем Председателя Рады БНР Николая Абрамчика.

### Председатель Рады БНР
После смерти Абрамчика 29 мая 1970 года Винцент Жук-Гришкевич стал новым председателем Рады БНР, будучи избранным на шестилетний срок 11-й сессией Рады БНР от 29 марта 1971 года в Нью-Йорке.
В период председательства Жук-Гришкевича Радой БНР был принят в течение четырёх сессий Совета новый Устав Рады БНР. В 1973 году Жук-Гришкевич основал «Фонд белорусских учебников», в том числе, инициировал создание англоязычного учебника «Fundamental Byelorussian — Белорусский язык», обработанного Валентиной Пашкевич, под редакцией Антона Адамовича. Он занимал пост председателя Рады БНР до ноября 1982 года, после чего уступил его Иосифу (Язепу) Сажичу.

### Смерть

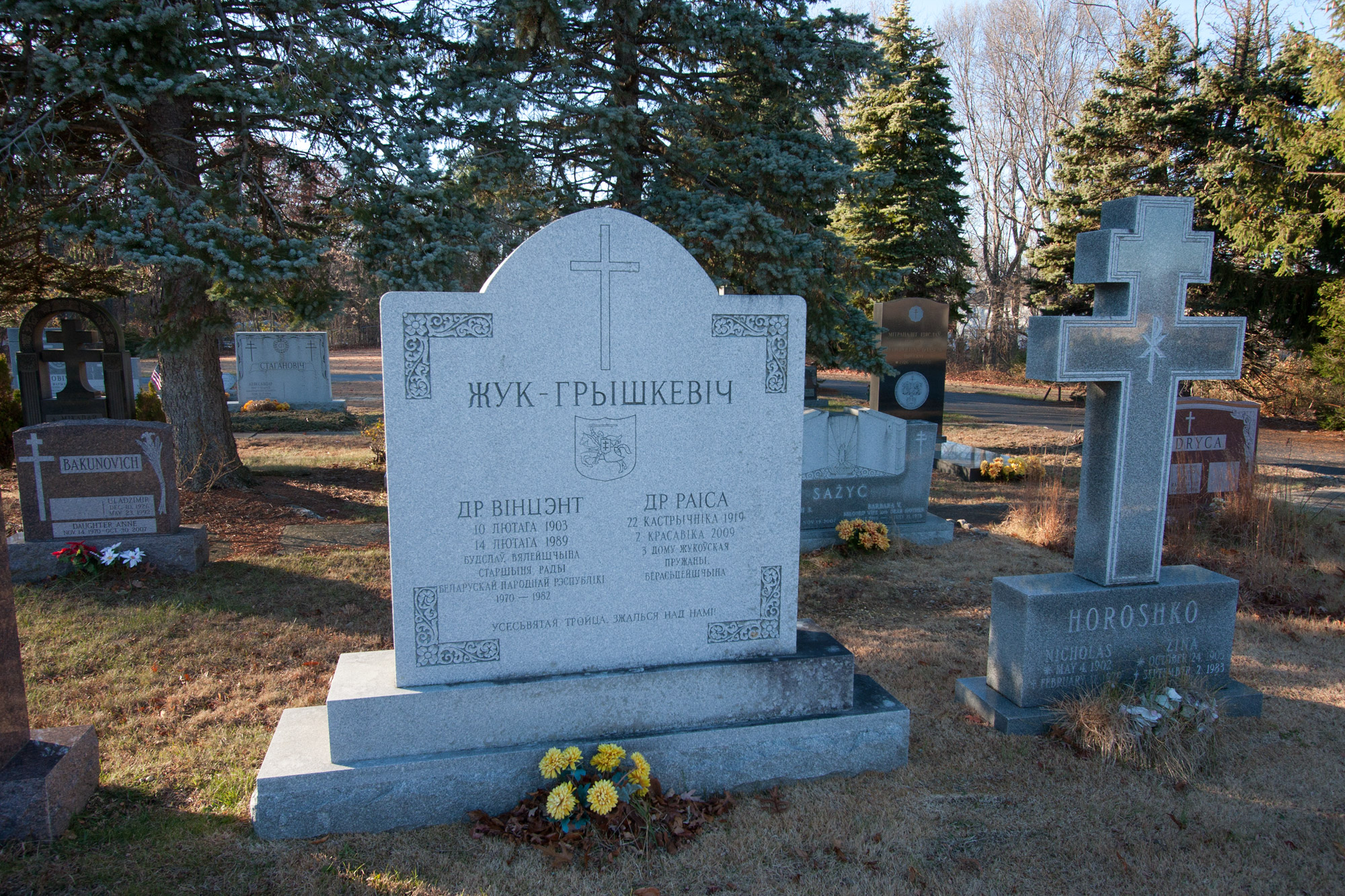
Могила Винцента Жук-Гришкевича и его жены

Винцент Жук-Гришкевич скончался 14 февраля 1989 года в Берри. Его останки покоятся на белорусском кладбище Жировичской Божией Матери в Ист-Брансуике (Нью-Джерси, США). На его надгробном памятнике находится изображение Погони, орнамент из «Малой подорожной книжицы» Франциска Скорины и надписи кириллицей на белорусском языке.
Автор воспоминаний «25 сакавіка».